# 79333 Yusaku
79333 Yusaku este un asteroid din centura principală de asteroizi.

## Descriere
79333 Yusaku este un asteroid din centura principală de asteroizi. A fost descoperit pe 5 octombrie 1996 la Kuma Kogen de Akimasa Nakamura. Asteroidul prezintă o orbită caracterizată de o semiaxă mare de 2,76 ua, o excentricitate de 0,17 și o înclinație de 13,2° în raport cu ecliptica.